# Wolfgang Dietrich Blarer von Wartensee

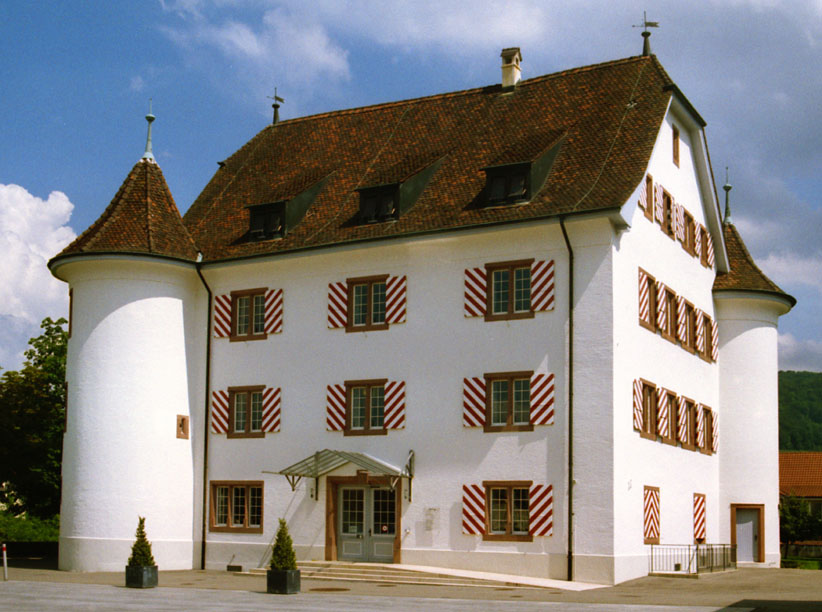
Schloss Aesch, 2009

Wolfgang Dietrich Blarer von Wartensee (* um 1540; † 1595) war fürstbischöflich Basler Obervogt und Stammvater der Blarer von Wartensee zu Aesch.

## Leben und Wirken
Wolfgang Dietrich Blarer von Wartensee war der Sohn des fürstäbtischen Obervogts auf Rosenberg Wilhelm Blarer von Wartensee. Sein Onkel Diethelm war ab 1530 Fürstabt von St. Gallen, sein Bruder Jakob Christoph wurde 1570 Fürstbischof von Basel. Blarer heiratete 1574 Barbara von Lichtenfels und begründete die Linie der Blarer von Wartensee zu Aesch.
Blarer von Wartensee wurde von seinem Bruder zum Vogt auf Birseck und 1583 zum Obervogt auf Pfeffingen ernannt. In der Zeit der Gegenreformation galt er als «stärkste Stütze des Basler Fürstbischofs bei der Wiederherstellung des katholischen Glaubens» in den deutschen Ämtern des Fürstbistums.

## Belege
1. ↑  Daniel Künstle: Wolfgang Dietrich Blarer von Wartensee. In: Historisches Lexikon der Schweiz.  11. August 2004.

| Personendaten    | Personendaten                           |
| ---------------- | --------------------------------------- |
| NAME             | Blarer von Wartensee, Wolfgang Dietrich |
| KURZBESCHREIBUNG | fürstbischöflich Basler Obervogt        |
| GEBURTSDATUM     | um 1540                                 |
| STERBEDATUM      | 1595                                    |
| STERBEORT        | Rorschach, Fürstabtei St. Gallen        |